# Popești (gmina Girov)
Popești – wieś w Rumunii, w okręgu Neamț, w gminie Girov. W 2011 roku liczyła 183 mieszkańców.